# Auerbach, Oberösterreich
Auerbach är en ort och kommun  i Österrike. Den ligger i distriktet Braunau am Inn i förbundslandet Oberösterreich, 240 kilometer väster om huvudstaden Wien. 
Kommunen består av elva orter (Ortschaften) (inom parentes invånarantal 1 januari 2024):

- Au (26)
- Auerbach (322)
- Holz (124)
- Höring (66)
- Oberirnprechting (123)
- Oberkling (25)
- Riensberg (12)
- Rietzing (5)
- Unterirnprechting (109)
- Unterkling (5)
- Wimpassing (15)